# Gunnar Säve-Söderbergh

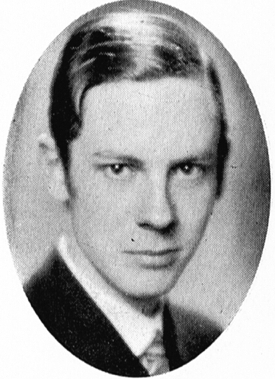
Gunnar Säve-Söderbergh

Gunnar Säve-Söderbergh (* 31. Januar 1910 in Falun; † 8. Juni 1948) war ein schwedischer Paläontologe und Geologe.

## Leben
Säve-Söderbergh wurde in Falun als Sohn des Neurologen Gotthard Söderbergh und Inga Säve geboren. Er schloss seine schulische Ausbildung 1928 in Göteborg ab und studierte später an der Universität Uppsala. Er wurde 1937 Professor für Geologie und Historische Geologie in Uppsala. Sein Bruder Torgny Säve-Söderbergh (1914–1998) war Ägyptologe und Vater von Bengt Säve-Söderbergh (* 1940), ein ehemaliger Botschafter und Staatssekretär.
Säve-Söderbergh nahm von 1931 bis 1934 und 1936 an Lauge Kochs Grönlandexpeditionen teil, von der er Fossilien von Ichthyostega mitbrachte, welche zum damaligen Zeitpunkt die frühesten bekannten Tetrapoden repräsentierten. Über diese Befunde veröffentlichte Säve-Söderbergh 1932 einen vorläufigen Report. Säve-Söderbergh sammelte Fossilien auch auf Zypern (1930), in England und Schottland (1934), sowie in Estland (1936) und studierte die Biostratigraphie des Paläozoikums in Ostgrönland sowie wissenschaftliche Fragestellungen zur Homologie der Schädelknochen bei Fischen und Tetrapoden. Er untersuchte auch die kraniale Anatomie von Stegocephalia aus der Trias aus Ostgrönland und Spitzbergen und bei Lungenfischen aus dem Devon.
Weitere Arbeiten Säve-Söderberghs beschäftigen sich mit Vergleichsstudien mit dem Seitenlinienorgan und der Analyse der Muskulatur in niederen Tetrapoden.
Eine Tuberkuloseerkrankung verhinderte Säve-Söderberghs weitere Karriere. Er starb in einem Sanatorium in Solbacken in Dalarna. Seine Forschungen an den devonischen Tetrapoden Ichthyostega wurden von Erik Jarvik fortgesetzt. Säve-Söderbergh wurde 1942 zum Ehrendoktor der Universität Uppsala ernannt und 1948 zum Mitglied der Schwedischen Akademie der Wissenschaften gewählt.